# Gordian Maugg
Gordian Maugg (né le 23 mai 1966 à Heidelberg) est un réalisateur, scénariste  et producteur de cinéma allemand.

## Biographie
Avec son film Der Olympische Sommer, sorti en 1993, Gordian Maugg a remporté plusieurs prix. En 1994, il fonde la Gordian Maugg Filmproduktion, avec laquelle il a produit certains de ses films.

## Filmographie

### Cinéma
- 1993 : Der Olympische Sommer
- 1995 : Die Kaukasische Nacht
- 1999 : Hans Warns - Mein 20. Jahrhundert
- 2003 : Zutaten für Träume
- 2005 : Zeppelin!
- 2016 : Fritz Lang – Der andere in uns

### Télévision
- 2006 : Denk ich an Deutschland in der Nacht… Das Leben des Heinrich Heine (téléfilm)
- 2009 : Hungerwinter - Überleben nach dem Krieg (téléfilm)
- 2011 : Hardenberg le prince réformateur (téléfilm)
- 2013 : Mein Kampf mit Hitler (téléfilm)

## Récompenses et distinctions
- x